# Mythologie turque

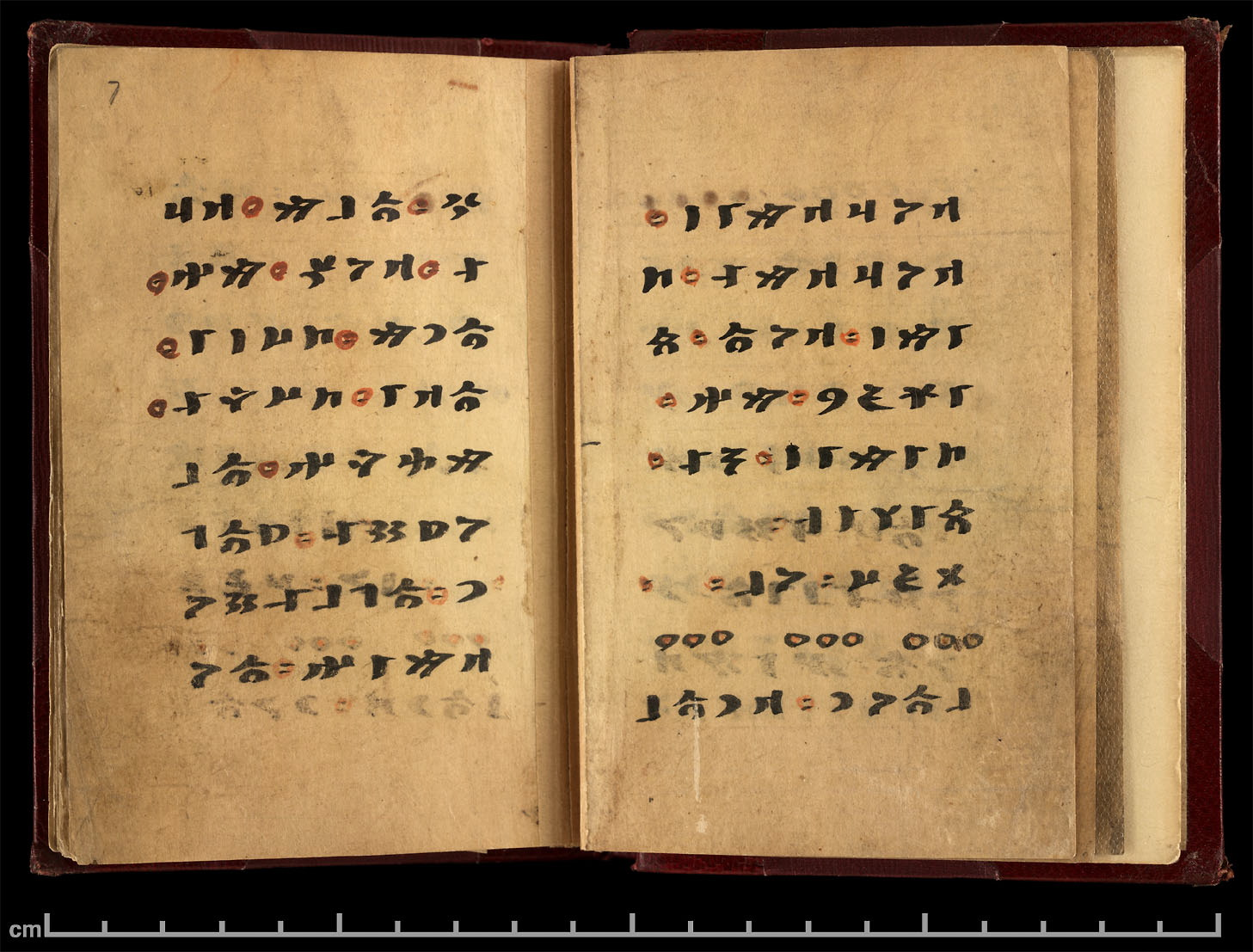
Page du Irk Bitig, livre de mythologie turque datant du X, découvert à Dunhuang.

La mythologie turque ou mythologie turcique est une mythologie associée au chamanisme des peuples turcs ou plus généralement des peuples altaïques (Turcs, Mongols et Toungouses) nomades d'Asie centrale.
Tengri (ciel, ou Kök Tengri, ciel bleu) est la plus grande de ses divinités, on parle donc de tengrisme pour définir cette croyance.
Le loup était considéré comme une sorte d'animal-totem de la nation turque.
Le feu (ot) y est un élément purificateur, mais également permettant de s'élever vers le ciel. Le chamane et le darkhan (forgeron), maîtrisant tous les deux le feux, y sont vus comme les éléments les plus respectés de la société. Au contraire, il est interdit de mettre une lame ou d'approcher une hache d'un foyer, afin de ne pas risquer de couper ses flammes. Le feu est également utilisé pour torréfier les os des moutons, utilisés pour la divination. Le feu sert à révéler les vérités qu'ils contiennent, en craquant[Quoi ?] des parties inscrites dans l'os.

#### Monographies
- Édouard Chavannes, Documents sur les Tou-kiue (Turcs) occidentaux recueillis et commentés par E. Chavannes, 1903 (lire en ligne)
- Édouard Chavannes, Le cycle turc des douze animaux, Leyde, Brill, 1906, 74 p. (BNF 30231293, lire en ligne) (Extrait du "T'oung pao". Série II, vol. VII)

#### Articles
- Jean-Paul Roux, « Tängri. Essai sur le ciel-dieu des peuples altaïques (premier article) », Revue de l'histoire des religions, t. 149, no 1,‎ 1956, p. 49-82 (DOI 10.3406/rhr.1956.7087, lire en ligne)
- Jean-Paul Roux, « Tängri. Essai sur le Ciel-Dieu des peuples altaïques (deuxième article) », Revue de l'histoire des religions, t. 149, no 2,‎ 1956, p. 197-230 (DOI 10.3406/rhr.1956.7121, lire en ligne)
- Jean-Paul Roux, « Tängri. Essai sur le Ciel-Dieu des peuples altaïques (troisième article) », Revue de l'histoire des religions, t. 150, no 1,‎ 1956, p. 27-54 (DOI 10.3406/rhr.1956.7142, lire en ligne)
- Jean-Paul Roux, « Tängri. Essai sur le ciel-dieu des peuples altaïques (quatrième article) », Revue de l'histoire des religions, t. 150, no 2,‎ 1956, p. 173-212 (DOI 10.3406/rhr.1956.7167, lire en ligne)
- Jean-Paul Roux, « Notes additionnelles à Tängri, le Ciel-Dieu des peuples altaïques », Revue de l'histoire des religions, t. 154, no 1,‎ 1958, p. 32-66 (DOI 10.3406/rhr.1958.8826, lire en ligne)
- Jean-Paul Roux, « Fonctions chamaniques et valeurs du feu chez les peuples altaïques. », Revue de l'histoire des religions, t. 189, no 1,‎ 1976, p. 67-101 (DOI 10.3406/rhr.1976.6285, lire en ligne)